# Saint John's
Pour les articles homonymes, voir Saint John's (homonymie).
Saint John's (parfois orthographié St. John's en anglais) est la capitale et la plus grande ville d’Antigua-et-Barbuda. C'est le centre commercial du pays et le principal port de l’île d’Antigua.
Saint John’s est restée le centre administratif d’Antigua-et-Barbuda depuis la colonisation du pays en 1632 et devint le siège du gouvernement lorsque celui-ci prit son indépendance, en 1981. Saint John's a été également la capitale des Îles-sous-le-Vent britanniques de 1696 à 1960.
Saint John's possède un aéroport, l'aéroport international V. C. Bird.

## Économie
À Saint John's, il y a le centre commercial de l'État, ainsi que le port principal de l'île d'Antigua. La ville est un centre d'exportation pour le sucre, le rhum et le coton, ainsi que pour la production d'artisanat, les produits de fibre, la poterie et les textiles. Elle est également intéressée dans le tourisme, cela se prouve facilement avec l'aéroport qu'elle possède. La société de logiciels SlySoft (maintenant RedFox) vend ses programmes de copie de Saint John's.

## Culture
Plusieurs musées, notamment le Musée d'Antigua-et-Barbuda et le Musée d'Art maritime, une petite unité de roche fossilisée, pierres volcaniques, une collection de plus de 10 000 obus et des artéfacts provenant de plusieurs épaves de navires anglais.

## Éducation
St John's abrite divers établissements tel qu'une école médicale appelée Université américaine d'Antigua, des écoles, des collèges et des lycées. Ceux-ci renforce l'éducation et la rende meilleure.

## Sport
Le stade Sir Vivian Richards Stadium a une capacité de 10 000 spectateurs. Le cricket est le jeu le plus joué au stade, et c'est aussi la maison du club de football local Antigua Barracuda.

## Transport
L'aéroport international V. C. Bird est situé à 8 km au nord-est de Saint John's. 

## Tourisme
- Le fort James, construit au XVIIIe siècle pour protéger l'île en cas d'invasion par les Français.
- Le Musée d'Antigua-et-Barbuda, construit en 1985.

## Cultes

### Catholique
- La cathédrale de la Sainte-Famille, inaugurée en 1987.

### Anglican
- La cathédrale Saint-Jean, datant du milieu du XIXe siècle.

## Personnalités liées à la ville
- John William Ashe, diplomate
- Vere Bird, homme d'État
- Brendan Christian, athlète
- Maurice Hope, boxeur
- Jamaica Kincaid, écrivaine
- Kurt Looby, basketteur
- Viv Richards, joueur de cricket
- Tamarley Thomas, footballeur

## Jumelage
- Limbé (Cameroun)